# كليمنت الثالث
البابا كليمنت الثالث (باللاتينية: Clemens III) ـ (1130 ـ 20 مارس 1191) ـ ولد باسم باولينو (أو باولو) سكولاري ـ هو بابا الكنيسة الكاثوليكية في الفترة من 19 ديسمبر 1187 إلى وفاته.
مارس كليمنت الثالث ضغوطًا على كل من هنري الثاني ملك إنجلترا وفيليب الثاني ملك فرنسا للقيام بالحملة الصليبية الثالثة، وعقد معاهدة سلام مع الإمبراطور فريدريك الأول بربروسا في أبريل 1189.